# Landbouw Maatschappij Brokopondo
De Landbouw Maatschappij Brokopondo NV, voorheen Landbouw Maatschappij Phedra NV is een Surinaams staatsbedrijf bij het dorp Phedra in Brokopondo. Het bedrijf is eigendom van het ministerie van Landbouw, Veeteelt en Visserij en maakt deel uit van de Gemeenschappelijke Plantaardige Oliën en Vetten Bedrijven.
De maatschappij werd op 3 juli 1978 opgericht door de Surinaamse staat en de Stichting Planbureau Suriname (SPS), in aanwezigheid van de top van het ministerie van Landbouw, Veeteelt en Visserij en vertegenwoordigers van de Landbouw Maatschappij Victoria. Hierop plantte het oliepalmen aan ten behoeve van de productie van plantaardige olie. Eenmaal in productie werd een directe werkgelegenheid aan 150 mensen en een jaarlijkse productie van 3500 ton palmolie beoogd. Terwijl het planten van palmbomen nog tot 1982 voortduurde, kon in 1981 voor het eerst geoogst worden. Bij de oprichting ging het om een terrein van bij elkaar 877 hectare. Als gevolg van een opstand, stakingen, tekort aan arbeiders, stokkende transporten en de sluiting van de fabriek bij de LM Victoria, waren er in dit decennium wisselende opbrengsten. Daarnaast kreeg de plantage te maken met de speerrotziekte die de aanplant bijna wegvaagde en verstoorde de Binnenlandse Oorlog de exploitatie daarna. Vervolgens kende de plantage meerdere florerende jaren.
In 2011 werd het plan opgevat om de LM Phedra samen met andere verlieslatende staatsbedrijven onder te brengen in de daarvoor speciaal opgerichte Investment & Development Corporation Suriname. In de praktijk hield het ministerie van LVV zich niet aan de daadwerkelijke overdracht van haar bedrijven.
De plantage was in de jaren hierna nagenoeg verlaten, maar bleef wel op de nominatie staan voor privatisering. LM Phedra is in de jaren 2010 in de begroting opgenomen binnen het grotere Landbouw Maatschappij Brokopondo NV met een omvang van 2300 hectare.